# Воткинс (Минесота)
Воткинс (енгл. Watkins) град је у америчкој савезној држави Минесота.

## Демографија
По попису из 2010. године број становника је 962, што је 82 (9,3%) становника више него 2000. године.
| Група             | 2000.       | 2010.       |
| Белци             | 869 (98,8%) | 949 (98,6%) |
| Афроамериканци    | 3 (0,3%)    | 5 (0,5%)    |
| Азијати           | 1 (0,1%)    | 2 (0,2%)    |
| Хиспаноамериканци | 5 (0,6%)    | 4 (0,4%)    |
| Укупно            | 880         | 962         |